# Pere Ardiaca i Martí
Pere Ardiaca i Martí   (Balaguer, 20 de juny de 1909 - Moscou, 5 de novembre de 1986) va ser un polític comunista, dirigent del PSUC, del PCE i d'altres partits. Fou elegit diputat al Parlament de Catalunya en les primeres eleccions democràtiques després de la dictadura en la legislatura 1980-1984.

## Biografia
Fill de camperols, va cursar estudis al seminari de la Seu d'Urgell però no els conclogué. El 1926 es traslladà a Barcelona per treballar de pintor de parets fins que el 1929 es veié obligat a emigrar a França, ja que s'havia negat a complir el servei militar. Allí ingressà al Partit Comunista Francès (PCF) a la localitat de Besiers iniciant la seva militància comunista. Més tard es traslladà a Nimes.
Va tornar a l'estat espanyol després que es proclamés la República. S'establí a Balaguer, on s'afilià al Bloc Obrer i Camperol (BOC). El 1933 abandonà aquesta formació per ingressar al Partit Comunista de Catalunya (PCC), on un any més tard fou nomenat Secretari Polític. Fou apartat d'aquest càrrec després dels fets del sis d'octubre de 1934.
El 1936 participa de la fundació del Partit Socialista Unificat de Catalunya representant el PCC: passar a formar part del Comitè Executiu des dels seus inicis com a secretari de propaganda, essent nomenat director de la publicació corporativa Treball. Participa de la guerra com a responsable de Propaganda del Comissariat de l'Exèrcit de l'Est des del 1937.

## Exili i clandestinitat
En finalitzar la guerra civil espanyola comença un pelegrinatge cap a l'exili: primer a França, d'allà a l'URSS, després a Santo Domingo i, més tard, a Cuba. El 1948 s'incorpora, a França, al Secretariat del PSUC, i el 1960 és escollit membre del Comitè Central. En aquest període es va enfrontar al secretari general Joan Comorera. En tornar a Barcelona, es va responsabilitzar altre cop de l'edició de Treball, aquest cop des de la clandestinitat, i va col·laborar en la fundació de la revista Nous Horitzons. El 1962 fou detingut juntament amb Antoni Gutiérrez Díaz i condemnat a 21 anys de presó. Va complinr condemna fins al 1971. Se li encarregà la representació del PSUC al Consell de Forces Polítiques de Catalunya.

## Escissió PSUC-PCC
Després de la mort de Franco, fou candidat del PSUC per la província de Lleida a les eleccions generals espanyoles de 1977, sense obtenir escó. En canvi, a les eleccions al Parlament de Catalunya de 1980, fou elegit diputat per la circumscripció de Lleida.
Ardiaca era, dins el PSUC, el líder del sector "prosoviètic", enfrontat al sector "eurocomunista", que era el sector dominant tant en el PCE (amb Santiago Carrillo) com en el mateix PSUC (amb Antoni Gutiérrez Díaz com a secretari general). El gener de 1981 va tenir lloc el V Congrés del PSUC en el qual les tesis eurocomunistes van ser derrotades i els prosoviètics, en aliança amb els "leninistes" encapçalats per Francesc Frutos i Gras, van copar el comitè central i l'executiu: el comitè central del PSUC va escollir de president del partit el mateix Pere Ardiaca, i a Frutos de a secretari general. No obstant això, la pressió del PCE va fer que al maig, el comitè central del partit, a petició del comitè executiu, recuperés la definició d'"eurocomunista" del partit, amb l'oposició del sector prosoviètic. Davant aquests fets, Ardiaca es va negar a acceptar els termes de la resolució i finalment fou destituït pel comitè central del PSUC el 4 de juliol. Vist l'agreujament de la crisi, el comitè central va decidir convocar un congrés extraordinari. El sector prosoviètic rebutjà aquesta convocatòria i acusà els comitès executiu i central d'haver vulnerat "la política aprovada pel cinquè congrés" anterior. Arran de la publicació d'aquestes crítiques el comitè central va decidir sancionar, i en alguns casos expulsar del partit, els representants del sector prosoviètic acusant-los de "fraccionalistes": Pere Ardiaca fou un dels expulsats.
L'any següent, el 1982, liderava la fundació d'un nou Partit dels Comunistes de Catalunya (PCC) amb altres diputats expulsats del PSUC: Celestino Andrés Sánchez Ramos, Juan Ramos Camarero i José Maria Corral. En va esser el president fins a la seva mort, ocorreguda a Moscou el 5 de novembre de 1986.